# 雷纳尔多·比尼奥内
雷纳尔多·贝尼托·安东尼奥·比尼奥内（西班牙語：Reynaldo Benito Antonio Bignone，1928年1月21日—2018年3月7日）是一名阿根廷将军，1982年7月1日至1983年12月10日担任阿根廷总统。2010年，他被判处25年监禁，因为他在肮脏战争期间绑架、拷打和谋杀了涉嫌反对政府的人。

## 早年生活和家庭
比格诺于1928年出生在莫龙，这里现在是大布宜诺斯艾利斯地区的一部分。他的父母一个具有直布罗陀和法国血统，一个具有意大利和德国血统。他19岁时加入陆军成为步兵。在1964年被任命为第6步兵团团长之前，他曾在高级战争学校和弗朗哥统治下的西班牙学习。
他的妻子于2013年去世，这对夫妇有三个孩子。